# Lycée de Vaasa
Le Lycée de Vaasa (en finnois : Vaasan Lyseon Lukio) est un lycée situé dans le quartier central de Vaasa en Finlande.

## Description
Les lycées de Vaasa et le lycée mixte de Vaasa ont fusionné en 2006 pour former le lycée de Vaasa. 
En conséquence, l'école fonctionne à deux adresses: Vaasanpuistikko 8 (bâtiment de Johan Jacob Ahrenberg 1898) et Kirkkopuistikko 27 (architecte Alfred Wilhelm Stenfors 1909).
Le lycée compte environ 50 enseignants et 800 élèves.

## Anciens élèves
Le lycée a de nombreux anciens élèves renommés:
- Lauri Ingman, professeur, premier ministre
- Yrjö Alanen, professeur,
- J. A. Hollo, chancelier
- Mauri Honkajuuri banquier,
- Jaakko Ikola, journaliste,
- Heikki Klemetti compositeur,
- Toivo Kuula, compositeur,
- Jussi Lappi-Seppälä, architecte
- Eemu Myntti, artiste peintre
- Viljo Revell, architecte
- J. S. Sirén, architecte
- Ilmari Turja, écrivain
- Jaakko Numminen, ministre
- Jorma Ollila, PDG
- Matti Alahuhta, directeur
- Pekka Puska, directeur
- Kari Uusikylä, professeur
- Vesku Jokinen, musicien
- Matti Kuusimäki, procureur général
- Jari Niemelä, universitaire
- Vappu Taipale, politicien
- Tapio Luoma, archevêque
- Timo Airaksinen, philosophe